# Арабска пустиня
 Тази статия е за Арабската пустиня. Името се използва неправилно и като събирателно за пустините Нефуд и Руб ел-Хали.
Арабската пустиня (на арабски: الصحراء الشرقية)  е пустиня в източната част на Сахара, на територията на Египет, простираща се на около 600 km от юг на север, между 25° и 30° с.ш. и между долината на река Нил на запад и Червено море на изток. На юг от 25° с.ш. преминава в Нубийската пустиня. Площта ѝ е около 22 000 km². По-голямата част от нея е заета от чакълести, пясъчни и варовикови плата (хамади), стъпаловидно издигащи се от запад на изток. На изток, покрай брега на Червено море се простира кристалинният хребет Етбай с максимална височина връх Шаиб ел Банат (2187 m). През зимата по неговите източни склонове падат епизодични валежи, пренасяни от североизточните ветрове, идващи от Червено море. Те предизвикват бурен, но кратковременен отток в обичайно сухите речни долини (най-голямата суха долина е Кена). Съхраняващите се почти целогодишно подземни (грунтови) води поддържат в долините рядка ксерофитна тревисто-храстова растителност и отделни дървета – акация, тамариск, сикомора, палми (финикова, дум и др.). Местното население се занимава предимно с номадско животновъдство (кози, овце, камили), а в редките оазиси – с екстензимно земеделие. По крайбрежието на Червено море се разработват находища на нефт (Амер, Рас Бакър, Рас Гариб, Карим, Рас Шукейр, Ел Гурдака), фосфорити (Бур Сафага, Ел Кусейр), сяра (Гемса).